# Hyporhamphus picarti
Hyporhamphus picarti är en fiskart som först beskrevs av Valenciennes, 1847.  Hyporhamphus picarti ingår i släktet Hyporhamphus och familjen Hemiramphidae. Inga underarter finns listade i Catalogue of Life.